# Селезнёв, Александр Иванович (легкоатлет)
Алекса́ндр Ива́нович Селезнёв (25 января 1964, Смоленск — 12 февраля 2024, Смоленск) — советский и российский легкоатлет и тренер, специализировавшийся в метании молота.
Чемпион Всемирных военных игр 1995 года. Двукратный чемпион России по длинным метаниям (1994, 1995). Мастер спорта России международного класса. Заслуженный тренер России. Заслуженный работник физической культуры Российской Федерации (2001).

## Биография
Александр Иванович Селезнёв родился 25 января 1964 года в Смоленске.
Дебютировал на международной арене в 1983 году на чемпионате Европы среди юниоров, где занял второе место. С 1993 по 1997 год был многократным призёром чемпионатов России. Завершил спортивную карьеру в 1999 году.
Работал тренером-преподавателем Смоленского областного совета ФСО «Динамо».
Наиболее известной его воспитанницей является олимпийская чемпионка 2004 года, чемпионка Европы 2002 года, многократная чемпионка России, экс-рекордсменка мира Ольга Кузенкова, которую Селезнёв тренировал с 1998 года. Позже он женился на Ольге, а в 2006 году у них родилась дочь Амалия. Это второй брак Александра, от первой жены у него сын Алексей.
Скончался 12 февраля 2024 года на 61-м году жизни в Смоленске.

## Награды и звания
- Почётное звание «Заслуженный тренер России».
- Почётное звание «Заслуженный работник физической культуры Российской Федерации» (2001)[7].
- Медаль ордена «За заслуги перед Отечеством» II степени (2006)[8].

## Личные результаты

### Международные
| Год    | Соревнования                   | Место проведения        | Место | Результат |
| СССР   | СССР                           | СССР                    | СССР  | СССР      |
| ------ | ------------------------------ | ----------------------- | ----- | --------- |
| 1983   | Чемпионат Европы среди юниоров | Швехат, Австрия         | 2     | 71,90 м   |
| 1991   | Универсиада                    | Шеффилд, Великобритания | 4     |           |
| Россия |                                |                         |       |           |
| 1993   | Чемпионат мира                 | Штутгарт, Германия      | 6     | 78,58 м   |
| 1995   | Чемпионат мира                 | Гётеборг, Швеция        | 8     | 76,18 м   |
| 1995   | Всемирные военные игры         | Рим, Италия             | 1     | 77,72 м   |
| 1998   | Игры доброй воли               | Нью-Йорк, США           | 4     | 75,98 м   |

### Национальные
| Год  | Соревнования                         | Место проведения | Место | Результат |
| ---- | ------------------------------------ | ---------------- | ----- | --------- |
| 1993 | Чемпионат России по длинным метаниям | Краснодар        | 3     | 75,76 м   |
| 1993 | Чемпионат России                     | Москва           | 3     | 79,88 м   |
| 1994 | Чемпионат России по длинным метаниям | Адлер            | 1     | 74,32 м   |
| 1995 | Чемпионат России по длинным метаниям | Адлер            | 1     | 79,50 м   |
| 1995 | Чемпионат России                     | Москва           | 2     | 76,00 м   |
| 1996 | Чемпионат России по длинным метаниям | Сочи             | 3     | 75,54 м   |
| 1997 | Чемпионат России по длинным метаниям | Адлер            | 2     | 74,78 м   |
| 1997 | Чемпионат России                     | Тула             | 3     | 76,94 м   |